# Phaenolabrorychus almendaresi
Phaenolabrorychus almendaresi är en stekelart som beskrevs av Ian D. Gauld och Bradshaw 1997. Phaenolabrorychus almendaresi ingår i släktet Phaenolabrorychus och familjen brokparasitsteklar. Inga underarter finns listade i Catalogue of Life.